# Lucy Salani
Lucy Salani (Fossano, 12 agosto 1924 – Bologna, 22 marzo 2023) è stata un'attivista italiana, nota per essere stata l'unica donna transgender italiana sopravvissuta ai campi di concentramento nazisti.
Lucy Salani era nata come Luciano Salani, crescendo a Bologna come uomo omosessuale.
Dopo aver disertato all'esercito nazista, fu deportata a Dachau nel 1944, dove rimase per sei mesi, fino alla liberazione del campo per opera degli americani nel 1945. In seguito, visse a Torino, lavorando come tappezziera e frequentando l'ambiente transgender italiano e parigino. Di ritorno a Bologna negli anni '80, vi si stabilì dopo la pensione.
La sua storia è diventata nota negli anni dopo il 2010, grazie al lavoro della scrittrice e regista Gabriella Romano, che le ha dedicato due opere. Salani è considerata dal Movimento Identità Trans l'unica persona transgender italiana ad essere sopravvissuta alle persecuzioni naziste.

## Biografia

### Giovinezza sotto il fascismo
Lucy Salani nacque nel 1924 a Fossano, comune piemontese, due anni dopo l'arrivo al potere di Benito Mussolini. La famiglia, d'origine emiliana, era antifascista. Negli anni seguenti, Salani si trasferì con la famiglia a Bologna. Percepita come un "ragazzo differente", Salani fu rifiutata dal padre e dai fratelli. Sotto le minacce dei fascisti, dovette tenere nascoste le sue relazioni omosessuali.

### Seconda guerra mondiale
Richiamata in servizio dall'esercito italiano nell'agosto del 1943, Lucy Salani cercò di scamparne dichiarandosi omosessuale, senza riuscirci. Fu quindi mandata a Cormons, in artiglieria. Disertò poco dopo l'armistizio dell'8 settembre 1943, tornando a Bologna e ritrovando i propri genitori sfollati a Mirandola. Temendoli in pericolo a causa della propria diserzione, abbandonò la clandestinità e, costretta a unirsi ai fascisti o ai tedeschi, si unì all'esercito nazista a Suviana, dove venne destinata alla lotta antiaerea. Riuscì a disertare anche l'esercito nazista, buttandosi nell'acqua gelida e scappando dall'ospedale di Bologna in cui era stata ricoverata per una conseguente polmonite.
Successivamente, visse a Bologna come prostituta, avendo come clienti diversi ufficiali tedeschi. Durante uno di questi incontri, la polizia fece irruzione nell'albergo in cui si trovava con uno di questi e la fermò, scoprendo così della sua diserzione. Successivamente, fu rinchiusa nella cantina di un casolare nei pressi di Padova, dalla quale era riuscita a scappare grazie a una serratura difettosa, per poi essere ricatturata poco dopo a Mirandola. A questo punto, dopo una permanenza nel carcere di Bologna e in quello di Modena, venne portata a Verona per essere processata dai tedeschi. Condannata a morte, chiese la grazia ad Albert Kesselring, riuscendo a ottenerla: la condanna fu tramutata in lavori forzati in un campo di lavoro a Bernau, nella Germania meridionale, dove venivano fabbricati componenti dei razzi V1 e V2. Anche dal campo di lavoro riuscì a scappare, insieme a un altro prigioniero, rimasto successivamente ucciso dai tedeschi nel tentativo di fuga. Arrivata in treno fino al confine tra l'Austria e l'Italia, venne qui scoperta e catturata.
Successivamente, fu deportata al campo di concentramento di Dachau, in quanto disertrice dell'esercito tedesco, e contrassegnata con il triangolo rosso, destinato a prigionieri politici e a chiunque avesse disertato l'esercito. Sopravvisse per sei mesi nel campo, fino alla liberazione da parte delle truppe americane nell'aprile del 1945, quando aveva vent'anni. Il giorno della Liberazione, sopravvisse anche a una fucilazione per opera dei nazisti, durante la quale fu ferita a un ginocchio: i soldati americani la ritrovarono viva tra i cadaveri.

### Vita nell'Italia liberata
Dopo la Liberazione, Lucy Salani si guadagnò da vivere come tappezziera, lavorando nel nord del paese, tra Roma e Torino. Di passaggio a Parigi, frequentò l'ambiente trans e i cabaret delle travestite.
Lucy Salani si trasferì a Londra a metà degli anni '80 per sottoporsi a un'operazione di riattribuzione del sesso, rifiutando di cambiare il proprio nome all'anagrafe.

### Pensione a Bologna
Lucy Salani ritornò a Bologna nel corso degli anni '80 per occuparsi dei genitori, trascorrendovi poi il resto della vita.
Alcuni giornali hanno riportato, alla fine degli anni 2010, la notizia secondo cui Lucy viveva isolata, senza famiglia e in povertà. Ha ricevuto cure e visite dai volontari del Movimento Identità Trans.
Salani è morta nella notte fra il 21 e il 22 marzo 2023, all'età di novantotto anni.

## Riconoscimento
La storia di Lucy Salani è diventata nota grazie alla biografia scritta da Gabriella Romano, intitolata Il mio nome è Lucy. L'Italia del XX secolo nei ricordi di una transessuale, pubblicata nel 2009 da Donzelli Editore. Due anni più tardi, Gabriella Romano ha realizzato anche il documentario Essere Lucy.
Il Movimento Identità Trans considera Lucy Salani la sola persona transessuale ad essere sopravvissuta, in Italia, alle persecuzioni nazifasciste e ai campi di concentramento.
Nel 2014 il regista Gianni Amelio ha intervistato Lucy Salani nel documentario Felice chi è diverso. Quattro anni più tardi, è stata invitata al Giorno della Memoria organizzato da Arcigay e Arcilesbica. In quell'occasione ha dichiarato: «È impossibile dimenticare e perdonare. Ancora alcune notti mi sogno le cose più orrende che ho visto e mi sembra di essere ancora lì dentro e per questo voglio che la gente sappia cosa succedeva nei campi di concentramento perché non accada più».
Nel novembre 2019, il presidente di Arcigay Roma, Francesco Angeli, ha chiesto al Presidente della Repubblica Sergio Mattarella che Lucy Salani fosse nominata senatrice a vita.
Tra il 2020 e il 2021, Matteo Botrugno e Daniele Coluccini hanno girato il film documentario C'è un soffio di vita soltanto, incentrato sulla vita di Lucy Salani. Il film la segue, all'età di novantasei anni, nella sua vita di tutti i giorni a Bologna e in alcuni momenti a Dachau, dove era stata invitata per le celebrazioni del settantacinquesimo anniversario della liberazione del campo. Il titolo del documentario è preso da un verso finale di una poesia scritta da Lucy stessa.

## Filmografia
- Essere Lucy, regia di Gabriella Romano (2011) – documentario
- Felice chi è diverso, regia di Gianni Amelio (2014) – documentario
- C'è un soffio di vita soltanto, regia di Matteo Botrugno e Daniele Coluccini (2021) – documentario